# ترافيرسيتولو
ترافيرسيتولو (بالإيطالية: Traversetolo)‏ هي بلدية في مقاطعة بارما في إقليم إميليا رومانيا الإيطالي.

## السكان
في سنة 1861 بلغ عدد السكان 3٬967 نسمة، وتطور العدد ليصل في سنة 2011 لـ 9٬275 نسمة.
يظهر هذا المخطط البياني تطور النمو السكاني لـ ترافيرسيتولو